# Joanna Czeczott
Joanna Agnieszka Woźniczko-Czeczott (ur. 30 lipca 1979 w Warszawie) – polska dziennikarka i reporterka.

## Życiorys
W 2004 ukończyła stosunki międzynarodowe na Uniwersytecie Warszawskim. Studiowała także na Petersburskim Uniwersytecie Państwowym i w Warszawskiej Szkole Filmowej. Pracowała w „Gazecie Wyborczej”, a od 2006 w dziale zagranicznym „Przekroju”. 
W 2017 roku była jedną z fundatorek, które założyły Fundację Kosmos dla Dziewczynek. Kierowała pracami koncepcyjnymi nad utworzeniem formatu pisma reportersko-artystycznego wzmacniającego dziewczynki, czego owocem było powstanie magazynu "Kosmos dla dziewczynek". W latach 2018-2022 była jego redaktorką naczelną (numery 6-32), a w latach 2019-20 - prezeską Fundacji. Kierowała też z polskiej strony pracami, które zaowocowały otwarciem w 2020 roku szwajcarskiej edycji "Kosmosu dla dziewczynek", magazynu Kaleio, utworzonego i prowadzonego przez szwajcarskie Stowarzyszenie Kaleio (Genossenschaft Kaleio). 

## Nagrody
- Nagroda Warszawskiej Premiery Literackiej – tytuł książki sierpnia 2017 roku dla książki Petersburg. Miasto snu[5]
- Nagroda Warszawskiej Premiery Literackiej – tytuł książki 2017 roku w plebiscycie czytelników, bibliotekarzy i księgarzy dla książki Petersburg. Miasto snu[6]
- Finał Nagrody im. Ryszarda Kapuścińskiego za Reportaż Literacki w 2018 roku – książka Petersburg. Miasto snu
- Nagroda Fundacji im. Kościelskich za książkę Petersburg. Miasto snu[7]

## Książki
- Macierzyństwo non-fiction. Relacja z przewrotu domowego (Wydawnictwo Czarne, Wołowiec 2012).
- Odwaga jest kobietą (współautorka antologii reporterskiej, Wydawnictwo Naukowe PWN, Warszawa 2014).
- Petersburg. Miasto snu (Wydawnictwo Czarne, Wołowiec 2017).
- Cisza nad stepem. Kazachstan i pamięć o Rosji (Wydawnictwo Czarne, Wołowiec 2025).